# Bourg-de-Péage
Bourg-de-Péage est une commune française située dans le département de la Drôme, en région Auvergne-Rhône-Alpes.
Ses habitants sont dénommés les Péageois.

## Géographie

### Situation et description
La commune est située sur la rive gauche de l'Isère et fait face à Romans-sur-Isère, en rive droite, formant ainsi une seule agglomération. Le territoire communal est traversé par le 45e parallèle nord, situant donc celui-ci à égale distance du pôle Nord et de l'équateur terrestre (environ 5 000 km).
Bourg-de-Péage est située à 20 km de Valence, la préfecture de la Drôme, et 77 km de Grenoble, reliée à ces deux villes par l'autoroute A 49 et son prolongement, la nationale 532 ou par le chemin de fer (gare de Romans-sur-Isère); elle est également à 82 km de Lyon, 195 km de Marseille et à 473 km de Paris.

### Relief et géologie
Sites particuliers :

### Hydrographie
Bourg-de-Péage est séparée de la ville de Romans-sur-Isère par la rivière Isère.
La commune est aussi arrosée par  le canal de la Bourne qui est utilisé pour l'irrigation des vergers et autres cultures, le ruisseau de la Maladière, affluent de l'Isère, et le ruisseau des Omis qui se jette dans le canal de la Bourne.
L'Isère est un cours d'eau important, de 286 km de longueur, qui apporte en moyenne annuelle environ 350 m3/seconde à sa confluence avec le Rhône, à quelques kilomètres en aval de Bourg-de-Péage. C'est aussi un cours d'eau irrégulier, au régime pluvio-nival. Les débits les plus élevés sont en juin avec la fonte des neiges alpines, notamment des massifs du Beaufortin  de la Vanoise et de l'Oisans, ainsi que les hauteurs des chaînes préalpines des Aravis, des Bauges, de la Chartreuse et du Vercors les étiages en septembre-octobre. Les crues peuvent avoir lieu au printemps (1 010 m3/seconde à Grenoble le 2 mai 2015 pour un débit annuel moyen de 180 m3/seconde), en amont de la confluence avec le Drac mais aussi en fin d'automne, avec la conjonction de fortes pluies, d'une évaporation réduite et d'un radoucissement des températures amenant une fonte des neiges précoce.

### Climat
Pour des articles plus généraux, voir Climat d'Auvergne-Rhône-Alpes et Climat de la Drôme.
En 2010, le climat de la commune est de type climat du Bassin du Sud-Ouest, selon une étude du CNRS s'appuyant sur une série de données couvrant la période 1971-2000. En 2020, Météo-France publie une typologie des climats de la France métropolitaine dans laquelle la commune est exposée à un climat de montagne ou de marges de montagne et est dans la région climatique  Moyenne vallée du Rhône, caractérisée par un bon ensoleillement en été (fraction d’insolation > 60 %), une forte amplitude thermique annuelle (4 à 20 °C), un air sec en toutes saisons, orageux en été, des vents forts (mistral), une pluviométrie élevée en automne (250 à 300 mm). 
Pour la période 1971-2000, la température annuelle moyenne est de 12,5 °C, avec une amplitude thermique annuelle de 17,7 °C. Le cumul annuel moyen de précipitations est de 889 mm, avec 7,8 jours de précipitations en janvier et 5,1 jours en juillet. Pour la période 1991-2020, la température moyenne annuelle observée sur la station météorologique de Météo-France la plus proche, « Romans_sapc »sur la commune de Romans-sur-Isère à 1 km à vol d'oiseau, est de 13,1 °C et le cumul annuel moyen de précipitations est de 876,7 mm,. Pour l'avenir, les paramètres climatiques de la commune estimés pour 2050 selon différents scénarios d'émission de gaz à effet de serre sont consultables sur un site dédié publié par Météo-France en novembre 2022.
| Mois                                  | jan.           | fév.           | mars            | avril         | mai           | juin           | jui.          | août           | sep.           | oct.          | nov.            | déc.          | année      |
| ------------------------------------- | -------------- | -------------- | --------------- | ------------- | ------------- | -------------- | ------------- | -------------- | -------------- | ------------- | --------------- | ------------- | ---------- |
| Température minimale moyenne (°C)     | 0,8            | 0,9            | 3,5             | 6,2           | 10,3          | 13,7           | 15,4          | 15,1           | 11,7           | 8,8           | 4,4             | 1,5           | 7,7        |
| Température moyenne (°C)              | 4,4            | 5,4            | 9,1             | 12,2          | 16,3          | 20,2           | 22,3          | 22,1           | 17,9           | 13,7          | 8,4             | 5             | 13,1       |
| Température maximale moyenne (°C)     | 8,1            | 9,9            | 14,7            | 18,2          | 22,4          | 26,6           | 29,3          | 29             | 24             | 18,7          | 12,4            | 8,4           | 18,5       |
| Record de froid (°C) date du record   | −13,2 11.01.10 | −10,3 05.02.12 | −11,2 02.03.05  | −6,5 08.04.21 | 0,9 07.05.19  | 5,3 21.06.1992 | 7,1 13.07.00  | 5,1 30.08.1998 | 1,7 30.09.1995 | −4,2 26.10.03 | −9,1 23.11.1998 | −12 30.12.05  | −13,2 2010 |
| Record de chaleur (°C) date du record | 22,1 10.01.15  | 22,2 23.02.20  | 25,9 25.03.1994 | 30,1 21.04.18 | 34,5 21.05.22 | 39,5 27.06.19  | 41,1 24.07.19 | 40,8 22.08.23  | 35 16.09.19    | 30 10.10.23   | 23,8 11.11.1995 | 18,6 17.12.19 | 41,1 2019  |
| Précipitations (mm)                   | 52,3           | 41,8           | 51,5            | 72,9          | 83,7          | 66,1           | 59            | 68,8           | 104,4          | 115,8         | 106             | 54,4          | 876,7      |

### Voies de communications et transports

#### Réseau routier
Bourg-de-Péage est accessible par :
- la N 532 / E 713 en direction de Grenoble ( n° 6, Romans-ouest/Bourg-de-Péage) ;
- la D 538 en direction de Bourg-de-Péage ;
- l'autoroute A7 ( n° 14 Valence-Nord à 67 km : Valence-Centre, Bourg-lès-Valence, Romans-sur-Isère et  n° 15 Valence-Sud) ;
- l autoroute A49 ( n°6, Romans-centre : Romans-sur-Isère, Bourg-de-Péage, Crest, Chabeuil).

#### Réseau ferroviaire

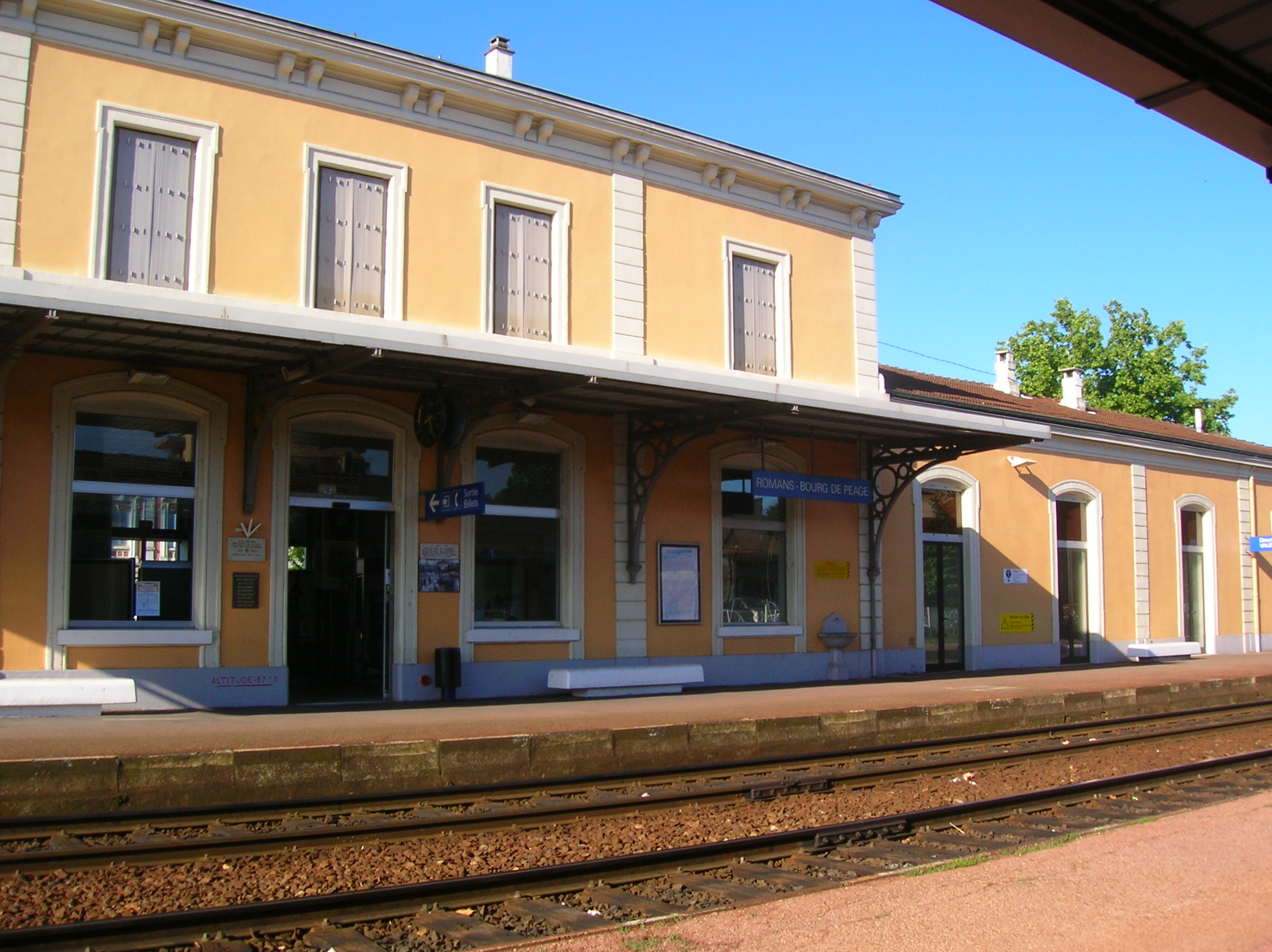
Gare de Romans - Bourg-de-Péage.

La commune est accessible par deux gares : Romans - Bourg-de-Péage et Valence TGV.

#### Aéroports
Les trois aéroports les plus proches sont : l'aéroport international de Lyon-Saint-Exupéry (1 h 20 en voiture, 117 km), l'aéroport de Grenoble-Isère (55 minutes en voiture, 60 km) et le petit aéroport de Valence-Chabeuil (15 minutes en voiture, 21 km).

#### Transports en commun
La commune de Bourg-de-Péage est desservie par le réseau de bus Citéa.

## Urbanisme

### Typologie
Au 1er janvier 2024, Bourg-de-Péage est catégorisée centre urbain intermédiaire, selon la nouvelle grille communale de densité à 7 niveaux définie par l'Insee en 2022.
Elle appartient à l'unité urbaine de Romans-sur-Isère, une agglomération intra-départementale dont elle est une commune de la banlieue,. Par ailleurs la commune fait partie de l'aire d'attraction de Valence, dont elle est une commune de la couronne,. Cette aire, qui regroupe 71 communes, est catégorisée dans les aires de 200 000 à moins de 700 000 habitants,.

### Occupation des sols
L'occupation des sols de la commune, telle qu'elle ressort de la base de données européenne d’occupation biophysique des sols Corine Land Cover (CLC), est marquée par l'importance des territoires agricoles (65,5 % en 2018), en diminution par rapport à 1990 (73,4 %). La répartition détaillée en 2018 est la suivante : terres arables (52,8 %), zones urbanisées (22,3 %), zones industrielles ou commerciales et réseaux de communication (7 %), cultures permanentes (6,7 %), zones agricoles hétérogènes (6 %), mines, décharges et chantiers (1,9 %), forêts (1,9 %), eaux continentales (1,5 %). L'évolution de l’occupation des sols de la commune et de ses infrastructures peut être observée sur les différentes représentations cartographiques du territoire : la carte de Cassini (XVIIIe siècle), la carte d'état-major (1820-1866) et les cartes ou photos aériennes de l'IGN pour la période actuelle (1950 à aujourd'hui).

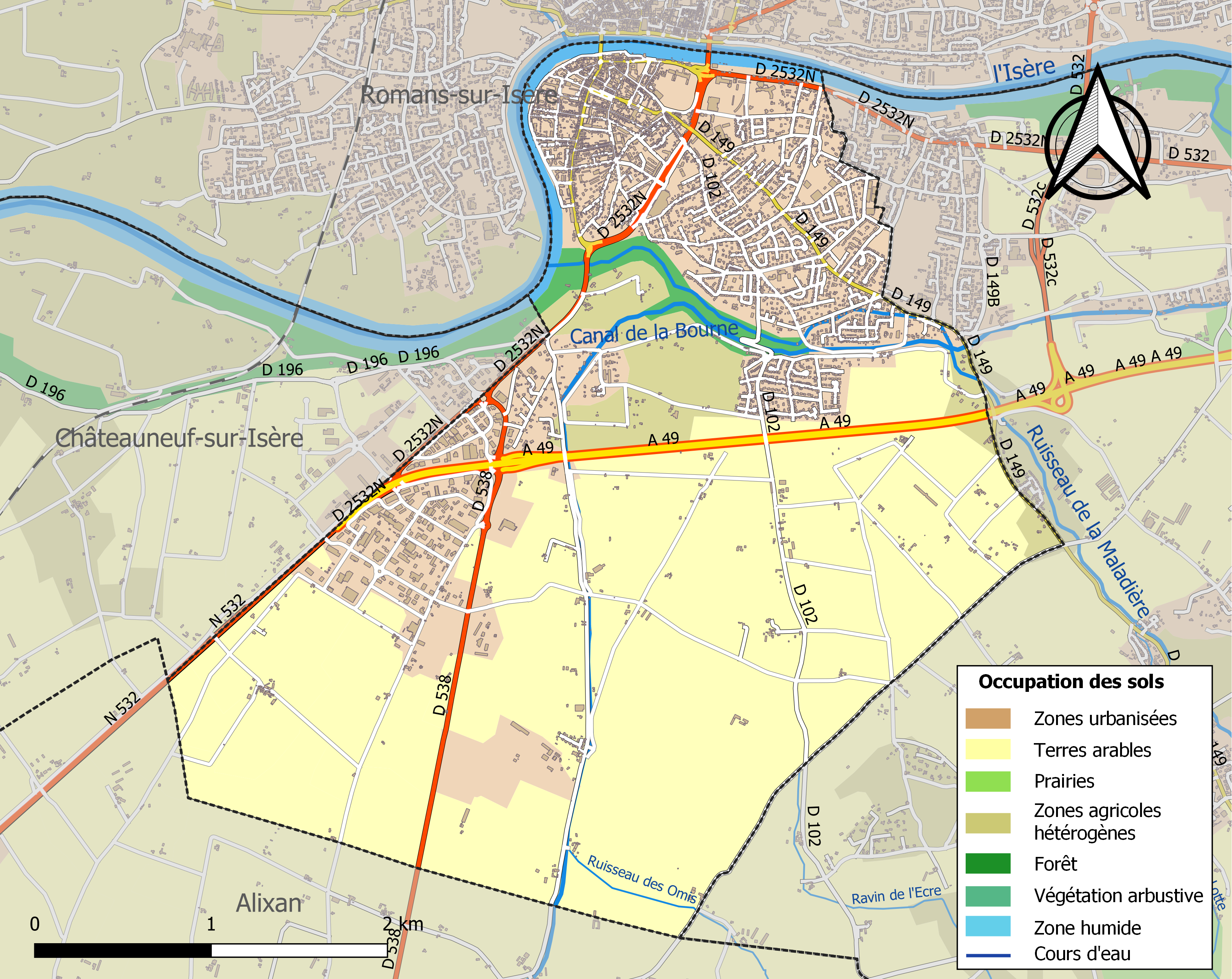
Carte des infrastructures et de l'occupation des sols de la commune en 2018 (CLC).

### Morphologie urbaine

#### Quartiers, hameaux et lieux-dits
Site Géoportail (carte IGN) :
- Aumône
- Baron
- Bois des Naix
- Chagnol
- Chambois
- Champ du Châtaignier
- Combevert
- la Garde
- la Garenne
- la Lune
- la Magnanerie
- la Maladière
- la Parisière
- la Petite Ardoise
- la Planète
- le Pit
- l'Ardoise
- les Alliers
- les Bayannins
- les Bourgeois
- les Chanterelles
- les Drets
- les Moulins
- les Plantas
- Malataverne
- Miraillers
- Mondy
- Prés Mondy
- Tépier

Anciens quartiers, hameaux et lieux-dits :
- les Allières est un quartier attesté en 1891. Il était dénommé Las Oleiras en 1246 (cartulaire de Léoncel, 146)[18].

### Risques naturels et technologiques

#### Risques sismiques
La commune de Bourg-de-Péage a été touchée par des tremblements de terre d’intensité V sur l’échelle MSK en 1847 et en 1878.

## Toponymie

### Attestations
Dictionnaire topographique du département de la Drôme :
- 1430 : ultra pontem Ysere in mandamento Pisanciani (terrier de Saint-Barnard).
- 1455 : Pedagium Burgi Pisanciani (Maladr. de Voley, 81).
- 1471 : Burgum Pedagii Pisanciani (Maladr. de Voley, 83).
- 1504 : bastida seu pedagium Pisançoni, prope Romanis (archives de l'Isère, B 2674).
- 1536 : le Péage près de Romans et le Péage de Romans (archives de l'Isère, B 119).
- 1646 : la terre et seigneurie des Delphinaux de Pizançon, appelée le Bourg de Péage (archives de la Drôme, E 3760).
- 1679 : le Péage de Pisançon (Maladr. de Voley, 156).
- 1709 : le Péage de Pisançon lez Romans en Dauphiné (Mémoires pour les Minimes).
- An VII (révolutionnaire) : Unité sur Isère (ann. de la Drôme).
- 1891 : Le Bourg-de-Péage, commune, chef-lieu de canton, arrondissement de Valence.

Non daté[réf. nécessaire] : Bourg-de-Péage. L'article défini n'est plus prononcé.

### Étymologie
En raison du péage qu’il fallait acquitter pour traverser le pont sur l’Isère conduisant à Romans sur l’autre rive.

## Histoire

### Du Moyen Âge à la Révolution
La seigneurie : au point de vue féodal, son territoire faisait partie de la seigneurie de Pizançon. (voir commune de Chatuzange-le-Goubet).
Attesté en 1033 : les moines du chapitre de la collégiale Saint-Barnard de Romans-sur-Isère (située sur la rive droite, au nord de l'Isère) construisent un pont permettant de traverser la rivière. Le développement de la ville sera dû à ce pont.
L'abbaye y perçoit un droit de passage (péage). Les habitants du ressort de l'actuel canton en étaient dispensés, à l'exception des jours de grandes foires, mais les étrangers étaient surtaxés. De la même façon, les bateliers de l'Isère devaient s'acquitter du tribut de leurs rames.

Cette activité ne tarda pas à fixer l'habitat, et le hameau de Pizançon (commune de Chatuzange-le-Goubet) qui, à l'origine, se trouvait au débouché du pont, vit sa population s'accroître rapidement.
Au Moyen Âge, le pont de pierre était jalonné de trois constructions[réf. nécessaire] :
- Au sud s'élevait une tour percée à sa base d'une porte, près de laquelle se tenait la maison du pontonnier.
- Au nord s'élevaient la chapelle Notre-Dame-du-Pont et un petit hôpital qui se faisaient face de chaque côté du tablier du pont.
- Le pont fut maintes fois endommagé par les crues violentes de l'Isère. La tour, qui arborait fièrement les armes de la ville de Romans puis du Dauphiné, disparut au XVIIe siècle.
- À plusieurs reprises, des arches écroulées furent remplacées par un tablier de bois.
- Au XVIIIe siècle fut entreprise la reconstruction de l'ouvrage, complétée au siècle suivant par son élargissement. Le pont subit de nouvelles destructions car à trois reprises (en 1814, 1940 et 1944) sa seconde arche fut détruite ; les traces en sont encore visibles.

Il y avait, dans cette paroisse, un couvent de minimes fondé en 1621, et auquel fut uni vers 1710 le prieuré de Saint-Jean-en-Royans.
Avant 1790, le Bourg-de-Péage était une communauté de l'élection et subdélégation de Romans et du bailliage de Saint-Marcellin. Elle formait depuis le XVIIe siècle une paroisse du diocèse de Valence dont l'église était dédiée à Notre-Dame-des-Sept-Douleurs, et dans laquelle le chapitre de Saint-Barnard de Romans était collateur et décimateur.

### De la Révolution à nos jours
En 1790, le Bourg-de-Péage devient le chef-lieu d'un canton du district de Romans, comprenant Bourg-de-Péage et les Delphinaux-de-Pisançon ou Chatuzange. Lors de la réorganisation de l'an VIII (1799-1800), ce canton est compris dans l'arrondissement de Valence. Il est composé des communes de : Alixan, Barbières, la Baume-d'Hostun, Beauregard, Charpey (d'où a été distraite, en 1873, la commune de Bésayes), Châteauneuf-d'Isère, Chatuzange, Crispalot (uni ensuite à Beauregard), Eymeux, Hostun, Marches, Rochefort-Samson, Saint-Nazaire-en-Royans et Bourg-de-Péage.
1810 : si Romans a acquis sa renommée avec la chaussure de luxe, Bourg-de-Péage doit la sienne à la chapellerie de feutre introduite vers 1810 par des ouvriers venus de Cognin dans l'Isère.
Cette nouvelle activité succède à une solide tradition de bonneterie d'avant la Révolution (fabrication des dessous féminins principalement). En 1811, trois ateliers sont signalés et, un demi-siècle plus tard, cette activité occupe plus de quatre cents ouvriers répartis en seize ateliers[réf. nécessaire].
- Le feutre est obtenu à partir de poils de lapin domestique qui font l'objet de nombreuses opérations réalisées par les ouvriers dans des conditions pénibles d'humidité, comme le soufflage ou le foulage. Dans les campagnes alentour, les « raseuses » de lapins étaient nombreuses, et leur activité s’est parfois perpétuée dans certains noms de lieux-dits.
- L'installation de la ligne de chemin de fer à Romans en 1864 mit un terme à l'origine locale de la matière première. On lui préféra alors le poil de lapins australiens, moins coûteux.
- Ces importations firent ainsi perdre des centaines d'emplois dans les campagnes[réf. nécessaire].

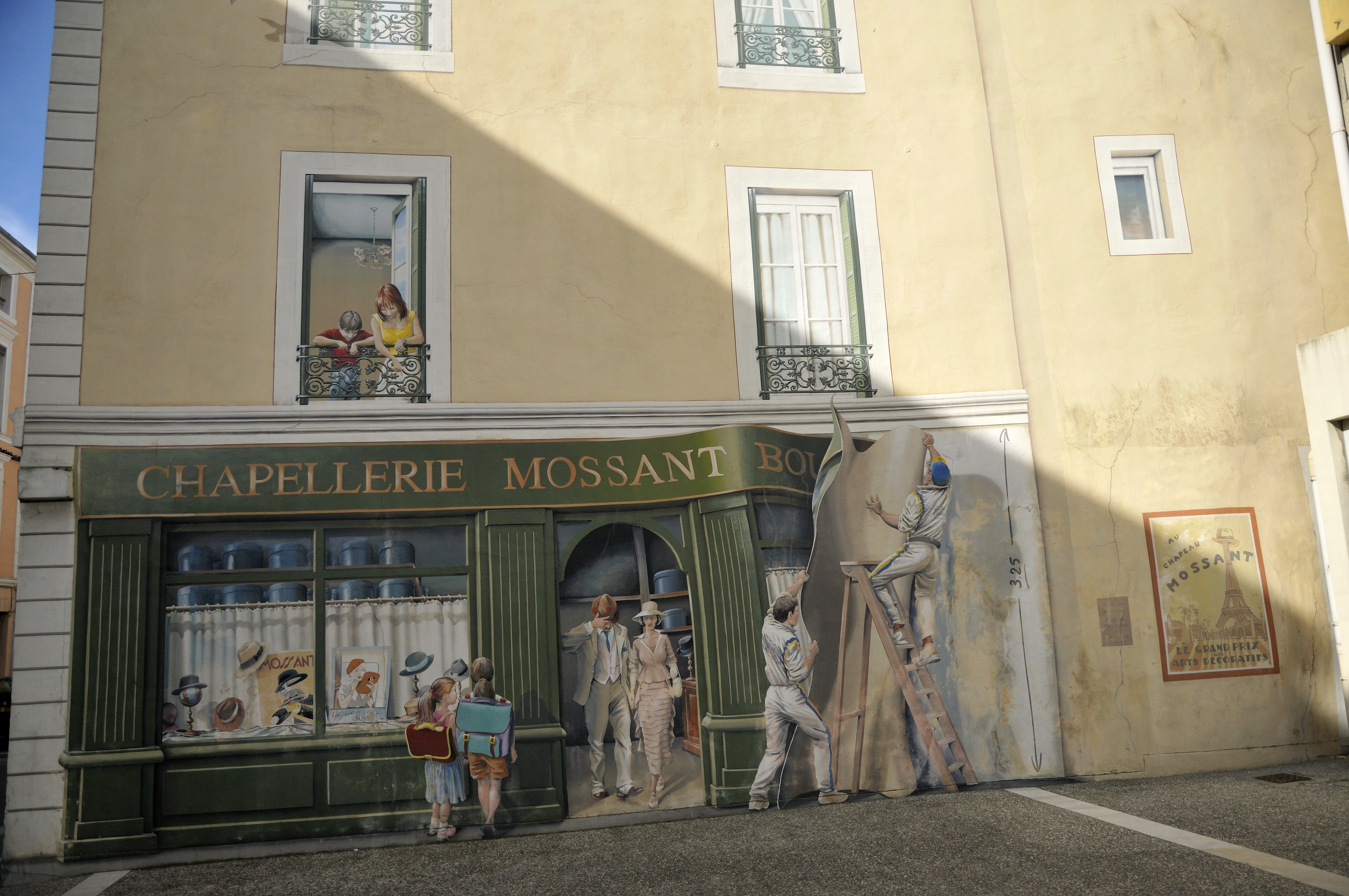
Trompe-l'œil en hommage à Charles Mossant.

En 1883, survint une crise chapelière sans précédent, du fait de l'attitude protectionniste de certains pays où s'écoulait la production. Les difficultés surmontées, l'activité s'amplifia encore jusqu’en 1929 où elle connut son apogée. À cette époque, l'entreprise Mossant, qui avait été la pionnière de la chapellerie péageoise, employait plus de mille deux cents ouvriers, et bien d'autres ateliers produisaient à ses côtés des couvre-chefs de qualité[réf. nécessaire].
À partir de 1930, la mode des « nue têtes » et l'insuffisance des exportations provoquèrent un rapide déclin de la chapellerie, dont certains ateliers continuèrent cependant de fonctionner jusqu'en 1985[réf. nécessaire].

## Politique et administration

### Politique environnementale
En 2014, ville fleurie avec « 3 fleurs » au Concours des villes et villages fleuris depuis 2008 : 59 hectares de parcs et jardins, de gazon, de massifs, d'arbres et arbustes, de haies et d'accompagnements de voirie... Un patrimoine paysager exceptionnel qui fait la fierté des Péageois.

### Finances locales
Finances locales de Bourg-de-Péage de 2000 à 2018 (tapez sur le lien wiki).

### Jumelages
- Verbania (Italie)
- Mindelheim (Allemagne)
- East Grinstead (Royaume-Uni)
- Sant Feliu de Guíxols (Espagne)
- Schwaz (Autriche)
- Grand-Mère (Canada)
- Tomioka (Japon) (pacte d'amitié)[25]

## Population et société

### Démographie
L'évolution du nombre d'habitants est connue à travers les recensements de la population effectués dans la commune depuis 1793. Pour les communes de plus de 10 000 habitants les recensements ont lieu chaque année à la suite d'une enquête par sondage auprès d'un échantillon d'adresses représentant 8 % de leurs logements, contrairement aux autres communes qui ont un recensement réel tous les cinq ans,.

En 2022, la commune comptait 9 777 habitants, en évolution de −6,87 % par rapport à 2016 (Drôme : +2,64 %, France hors Mayotte : +2,11 %).
| 1793  | 1800  | 1806  | 1821  | 1831  | 1836  | 1841  | 1846  | 1851  |
| ----- | ----- | ----- | ----- | ----- | ----- | ----- | ----- | ----- |
| 2 278 | 2 339 | 2 566 | 2 664 | 3 577 | 3 604 | 3 858 | 3 888 | 4 258 |

| 1856  | 1861  | 1866  | 1872  | 1876  | 1881  | 1886  | 1891  | 1896  |
| ----- | ----- | ----- | ----- | ----- | ----- | ----- | ----- | ----- |
| 4 454 | 4 624 | 4 517 | 4 920 | 4 830 | 4 806 | 4 869 | 5 022 | 4 982 |

| 1901  | 1906  | 1911  | 1921  | 1926  | 1931  | 1936  | 1946  | 1954  |
| ----- | ----- | ----- | ----- | ----- | ----- | ----- | ----- | ----- |
| 4 958 | 5 537 | 5 797 | 5 830 | 6 271 | 6 435 | 6 301 | 6 633 | 7 151 |

| 1962  | 1968  | 1975  | 1982  | 1990  | 1999  | 2006  | 2011   | 2016   |
| ----- | ----- | ----- | ----- | ----- | ----- | ----- | ------ | ------ |
| 7 804 | 8 597 | 8 626 | 8 413 | 9 248 | 9 752 | 9 944 | 10 101 | 10 498 |

| 2021  | 2022  | - | - | - | - | - | - | - |
| ----- | ----- | - | - | - | - | - | - | - |
| 9 578 | 9 777 | - | - | - | - | - | - | - |

### Enseignement
Bourg-de-Péage dépend de l'académie de Grenoble. La commune comptent plusieurs écoles : trois écoles maternelles et quatre écoles élémentaires, dont une privée ; deux collèges, dont un privé.
Une ligne de transport scolaire a été mise en place par la municipalité, réservée aux écoliers de la commune.

### Manifestations culturelles et festivités
- Bourg-de-Péage dispose de nombreuses salles de spectacles et d'expositions (salle Jean Cocteau, espace François Mitterrand, Parc Mossant)[réf. nécessaire].
- Semaine culturelle en février[32].
- Festival Musique au Parc : deux jours de concerts et d'animations[réf. nécessaire].
- Les rendez-vous de la magie : animations de rues, ateliers d’initiation, concours amateur de magie, animations dans les écoles et les lieux publics, etc. : pendant une semaine, c’est toute la ville qui vit au rythme de la magie. Le festival se clôt en beauté avec l’organisation de trois soirées, animées par des magiciens professionnels d’envergure internationale, qui rassemblent plus de 1 500 spectateurs[33].
- Le salon des picturales : les Picturales rassemblent environ 130 artistes peintres ou amateurs enthousiastes. Ils peuvent ainsi échanger leurs expériences et leurs acquis sans arrière-pensées. Ici, pas de compétition, ni de sélection ou de récompense : telle est la ligne directrice souhaitée par son initiateur, le peintre Pierre Palué. Depuis 1975, les Picturales constituent un rendez-vous toujours très attendu par les amateurs d’art. Ce salon péageois représente une occasion unique de découvrir ou de redécouvrir les talents artistiques que recèle notre territoire. Ainsi, chaque mois d'octobre, pendant les 10 jours des Picturales, ce sont plus de 1 500 visiteurs qui viennent admirer les œuvres exposées[33].

### Loisirs
- Pêche[32].

### Sports
- Le complexe sportif Vercors.
- Aviron : l'Aviron Romanais Péageois, créé en 1908, est le premier club de la Drôme et de l'Ardèche. Le plus grand rameur du club est Laurent Porchier qui fut plusieurs fois champion de France et champion du monde, et aussi champion olympique aux Jeux olympiques de Sydney en 2000[34].
- Handball : Le Bourg de Péage Drôme Handball est un club de handball.
- Tous les deux ans, au mois de décembre, la Ville de Bourg-de-Péage récompense ses sportifs lors d'une soirée au centre Jean-Cocteau[35].
- Ville départ du Tour de France 2013 et de la 16e étape du Tour de France 2015, entre Bourg de Péage et Gap le 20 juillet 2015[36].

### Médias

#### Presse écrite
Le quotidien régional historique des Alpes tirant à grand tirage est Le Dauphiné libéré. Celui-ci consacre, chaque jour, y compris le dimanche, dans son édition locale, un ou plusieurs articles à l'actualité de la commune, ainsi que des informations sur les éventuelles manifestations locales, les travaux routiers, et autres événements divers à caractère local au niveau de la commune de Saint-Martin-en-Vercors.
Il existe aussi d'autres journaux, comme les hebdomadaires L'Agriculture Drômoise et  Drôme Hebdo (anciennement Peuple libre).

#### Presse audiovisuelle
Ici Drôme Ardèche est une radio publique diffusée sur tout le territoire du département de la Drome.

### Cultes
La paroisse Sainte Claire en Dauphiné regroupe les communautés catholiques de Romans-sur-Isère, Bourg-de-Péage, Pizançon et Granges-lès-Beaumont.

## Économie

### Agriculture
En 1992 : céréales, vignes, cultures fruitières, porcins, bovins.
- Produits locaux : Pognes, Ravioles[32].
- Foire : le mardi de Pâques et du 24 au 29 juin[32].
- Marché : le mardi et le vendredi[32].

### Commerce
- Braderie : fin mai[32].

La boulangerie Pascalis est la plus ancienne boulangerie de Bourg-de-Péage et date du XIXe siècle. Sa spécialité est la fameuse pogne de Romans.
(Jean-Charles Pascalis, maître artisan boulanger pâtissier, chevalier de l'Ordre national du Mérite (France), conseiller municipal en 2014).

## Culture locale et patrimoine

### Lieux et monuments
- La Maison Favor est un château construit entre 1798 et 1810 sur le domaine de Bayanne (classée depuis le 12 avril 1972)[39] : escalier avec sa cage, pièces du rez-de-chaussée avec décor de papier peint, façades et toitures (MH)[32].
- Château de Mondy construit à la fin du XVIIe siècle[réf. nécessaire].
- Clos de l'Hermitage[réf. nécessaire].
- Chapellerie Mossant : le bâtiment actuel date de 1929[40] (inscrite au titre des monuments historiques depuis le 6 avril 2004)[41]
- Monument du départ des pionniers du Vercors[32].
- Église Notre-Dame-des-Sept-Douleurs de Bourg-de-Péage, récente[32].

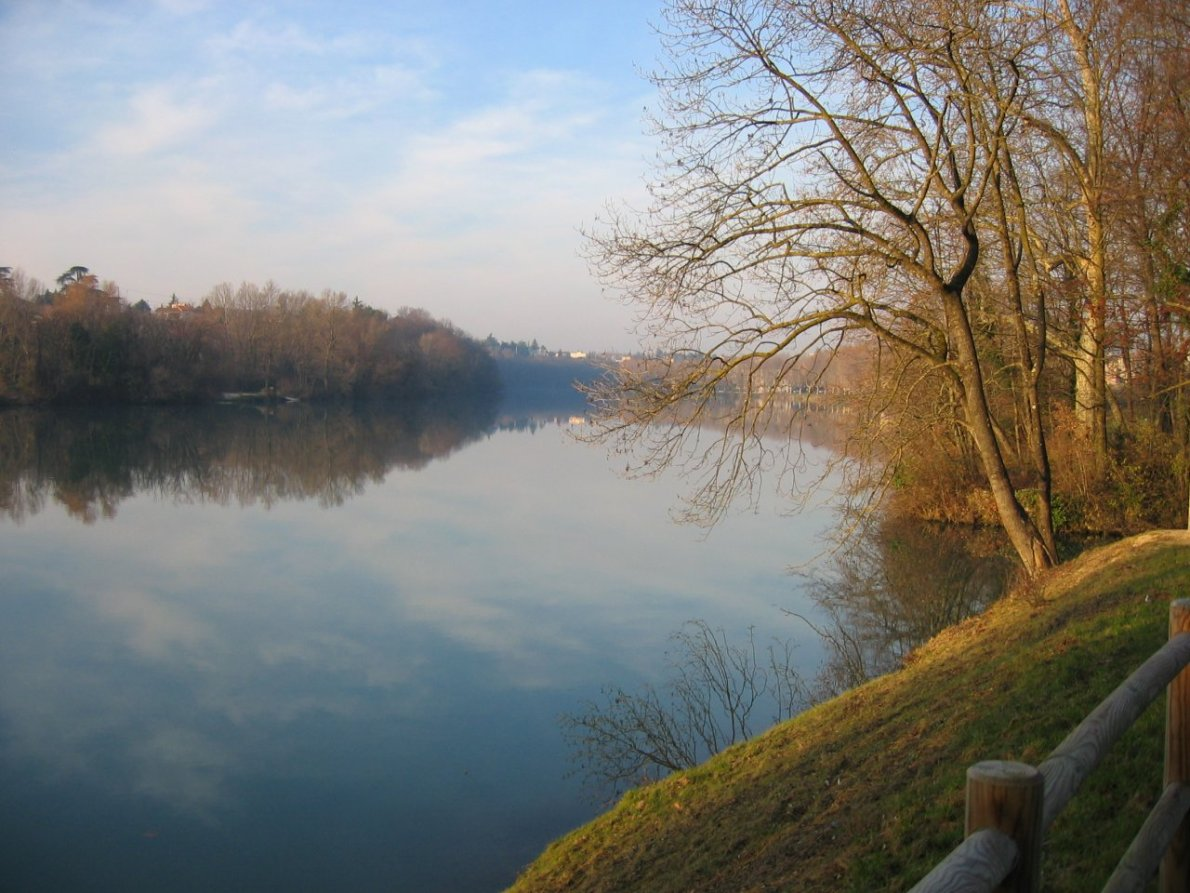
Bords de l'Isère (vue depuis le Bois des Naix).
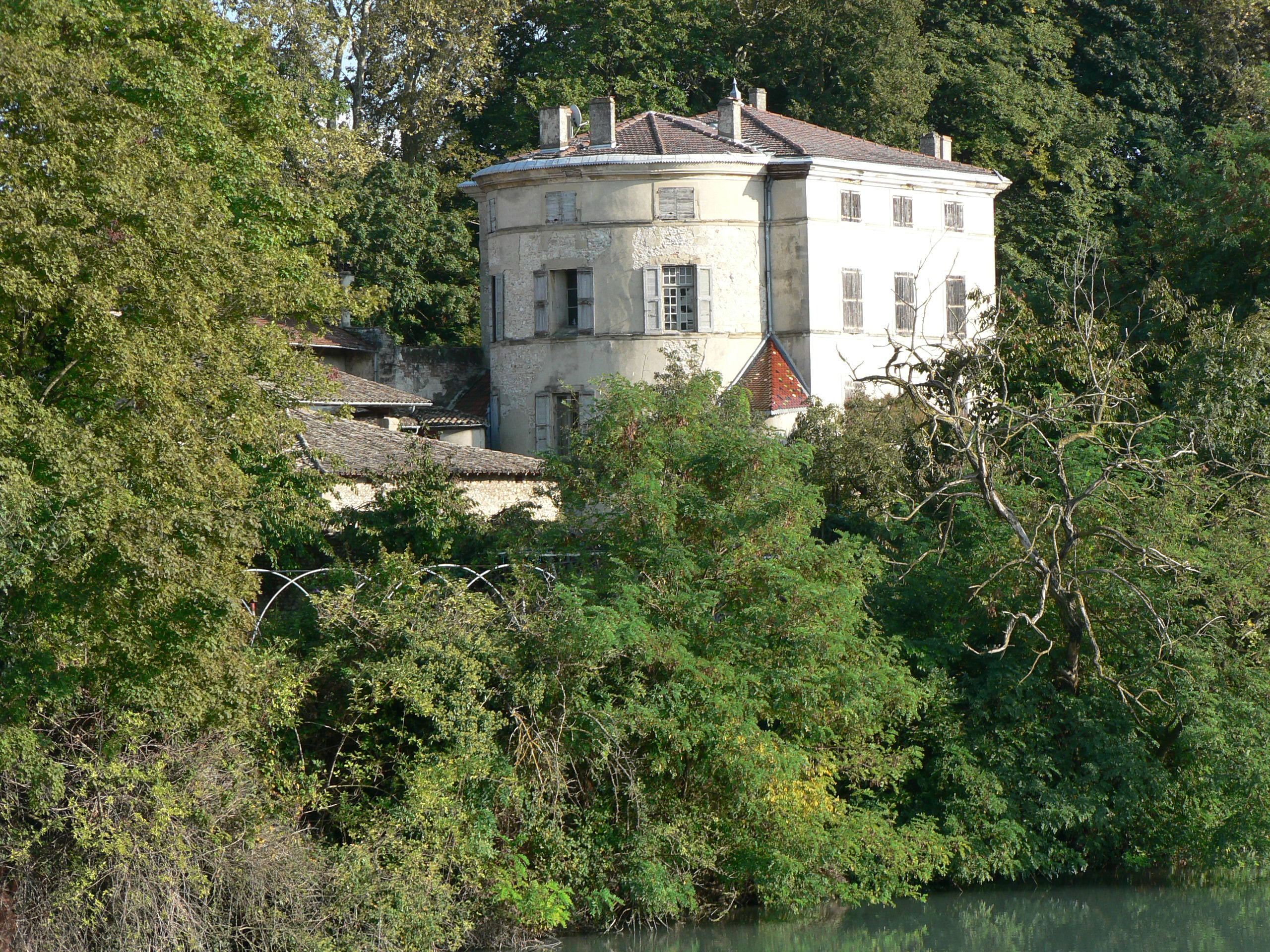
Maison Favor (1798-1810).
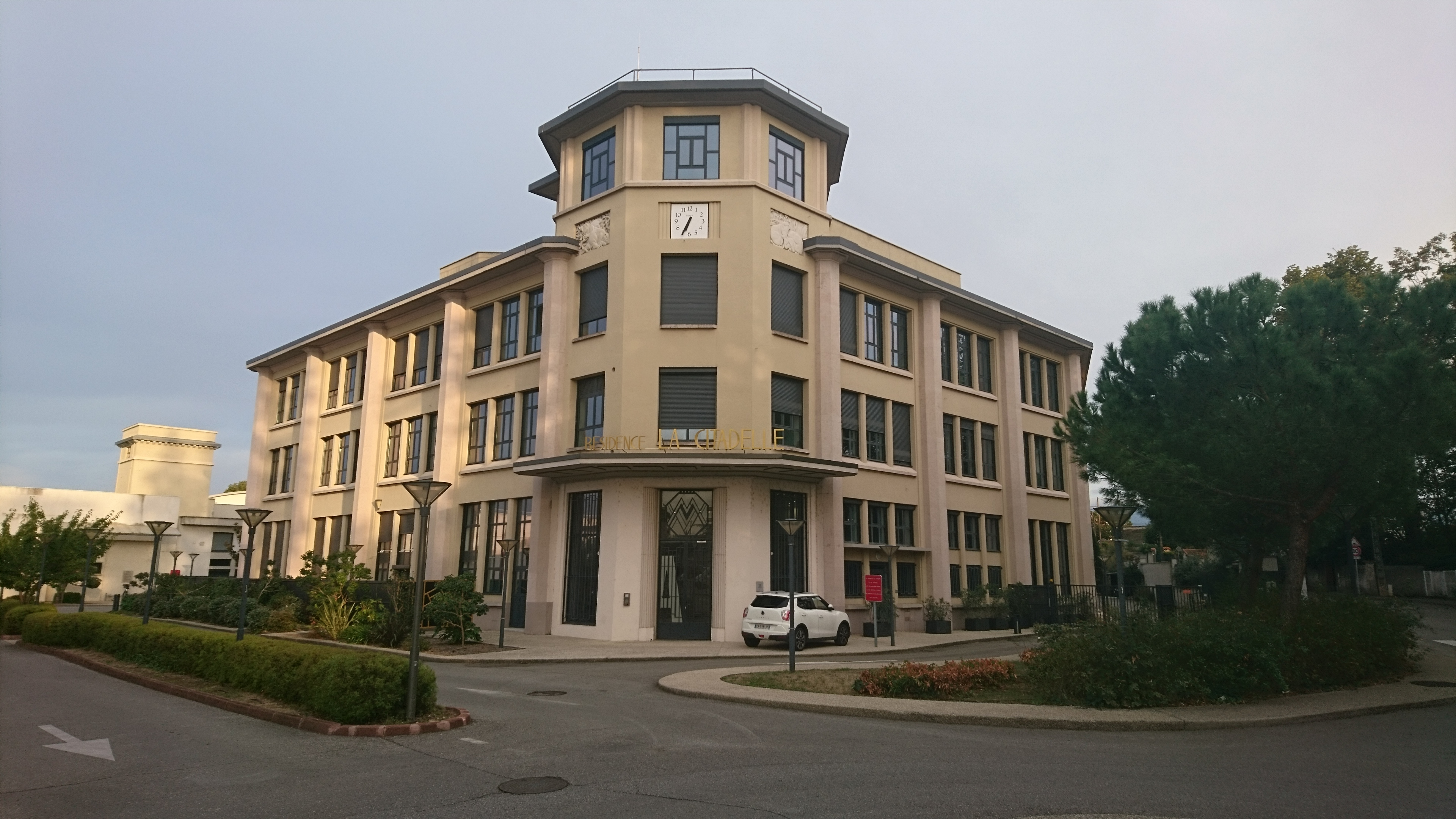
Chapellerie Mossant (1929).

L'association Sauvegarde du patrimoine romanais péageois propose des articles sur les monuments des deux communes.

### Patrimoine culturel
- Artisanat d'art[32].

### Patrimoine naturel
- Bois des Naix

### Personnalités liées à la commune
- Francois Marbos (1739-1825), 1er maire de Bourg-de-Péage, évêque de la Drôme en 1791 puis député (il vota contre la mort de Louis XVI).
- Marc-Antoine Jullien (1744-1821), homme politique.
- Paul Brunat (1840-1908), concepteur et directeur de la filature de soie de Tomioka.
- François Eynard (1874-1949), homme politique.
- Charles Jourdan (1883-1976), industriel de la chaussure.
- Marie Chaix (1886-1955), première française élue adjointe au Maire (en 1925).
- Paul Dochier (1914-1996), religieux de l'Abbaye Notre-Dame de l'Atlas (moine de Tibéhirine) en Algérie, renommé « frère Luc », assassiné avec six de ses compagnons le 21 mai 1996[43].
- Henri Durand (né en 1919 à Rousset-les-Vignes - 2010), homme politique et maire de Bourg-de-Péage pendant plus de 40 ans.
- Didier Guillaume (1959-2025), homme politique.
- Laurent Porchier (1968 - ), champion olympique et du monde d'aviron.
- Nathalie Nieson (née en 1969 à Lyon), femme politique, maire de Bourg-de-Péage.
- Romain Saïss (1990 - ), footballeur professionnel.
- Sadri Fegaier (1979 - ), homme d'affaires, entrepreneur et plus jeune milliardaire de France.

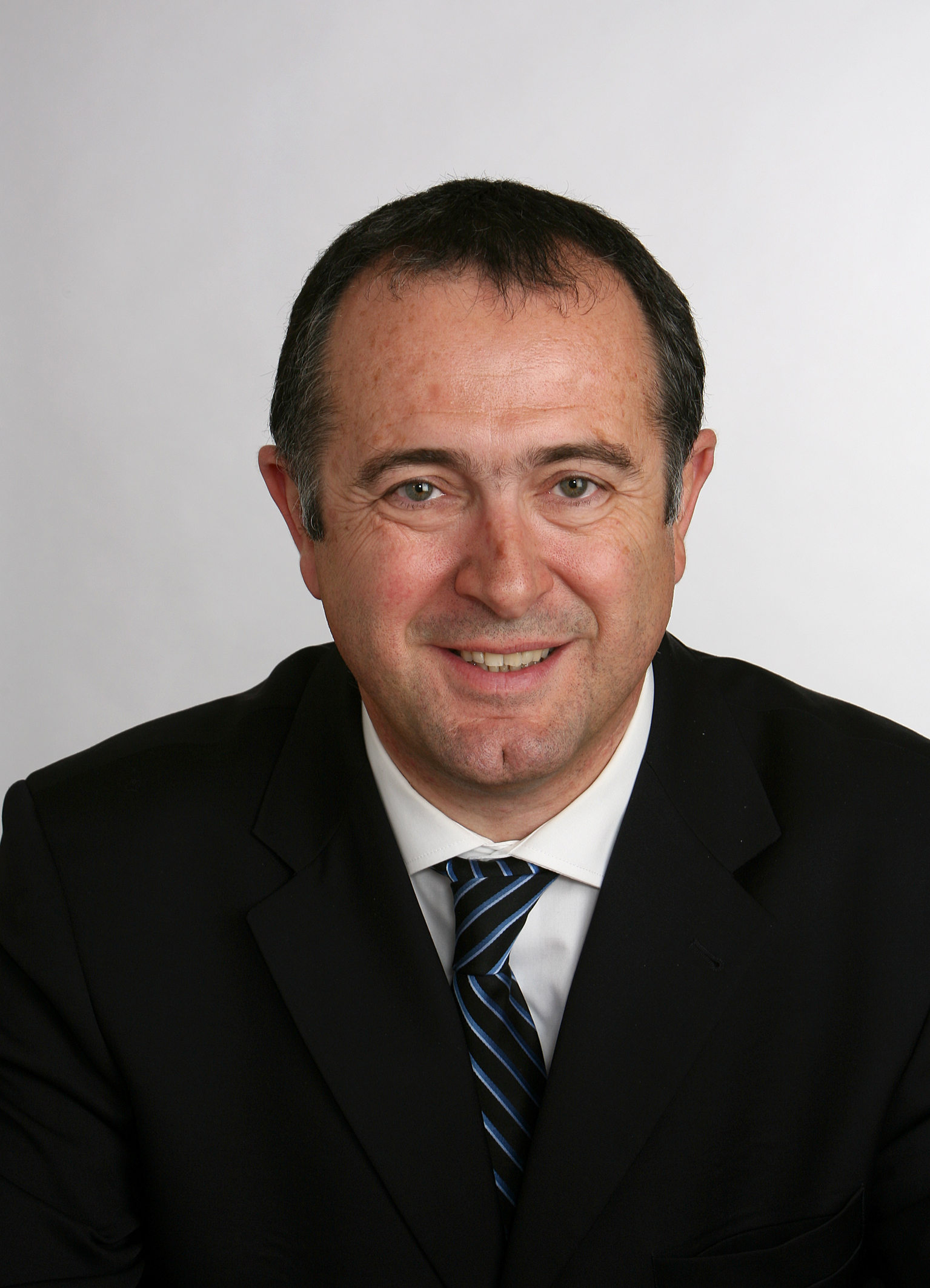
Didier Guillaume.
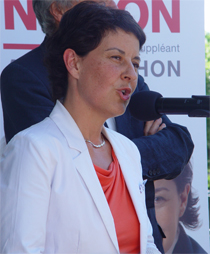
Nathalie Nieson.

### Héraldique, logotype et devise
|  | Bourg-de-Péage possède des armoiries dont l'origine et le blasonnement exact ne sont pas disponibles. |